# Gehenna (norská hudební skupina)
Gehenna (synonymum pro peklo s věčným ohněm jako trestem pro hříšníky) je norská black metalová kapela založená v lednu 1993 ve městě Stavanger v kraji Rogaland v sestavě Thomas Haraldstad (alias Sir Vereda, bicí), Steffen Simenstad (alias Dolgar, elektrická kytara, baskytara) a Morten Furuly (alias Sanrabb, zpěv, elektrická kytara).
V roce 1994 vyšlo u norské firmy Head Not Found debutové minialbum s názvem First Spell následované o rok později regulérní deskou Seen Through the Veils of Darkness (The Second Spell) realizovanou britským vydavatelstvím Cacophonous Records. 

Na svém kontě má Gehenna i deathmetalovou desku Murder z roku 2000.

## Diskografie
Dema
- Black Seared Heart (1993)
- Rehearsal '94 (1994)

Studiová alba
- Seen Through the Veils of Darkness (The Second Spell) (1995)
- Malice (Our Third Spell) (1996)
- Adimiron Black (1998)
- Murder (2000)
- WW (2005)
- Unravel (2013)

EP
- Ancestor of the Darkly Sky (1993)
- First Spell (1994)
- Deadlights (1998)